# 그렌델 (영화)
"그렌델"은 2017년에 개봉한 대한민국의 영화이다.

## 캐스팅
- 김태현 : 민설 역
- 김가은 : 정현 역
- 윤한민 : 한준 역
- 이보영 : 하늘 역
- 남태훈 : 다니엘 역
- 서동복 : 조경석 역
- 권남희 : 교수 / 업자 역
- 장선 : 송 선생 역
- 김정석 : 윤 소장 역
- 김지혜 : 편집장 역
- 김예지 : 최 팀장 역
- 김사훈 : 영업팀장 역
- 황보정일 : 김 형사 역
- 예정호 : 선배 1 역
- 최홍준 : 선배 2 역
- 남호섭 : 출판사 사장 역
- 조성진 : 박도윤 역
- 김동진 : 형사반장 역
- 강민철 : 강 경위 역
- 류제현 : 손 형사 역
- 정호윤 : 수족관 주인 역
- 최귀웅 : 의사 역
- 남상백 : 장 교수 역
- 안소훈 : 장 교수아들  역
- 김모범 : 용의자 역
- 김창원 : 출판사 업자 역
- 이지 : 리포터 역
- 정상은 : 앵커 역
- 이신기 : 김세혁출판사 업자 1 역
- 최빛나 : 김세혁출판사 업자 2 역
- 김소라 : 김세혁사무실 직원 3 역
- 현정훈 : 떠버리 역
- 이슬 : 서정점장 역
- 전영희 : 기자후배 역
- 박지훈 : 검시관 1 역
- 박진호 : 검시관 2 역
- 강남 : 상담사 역
- 박진우 : 한준팬 1 역
- 오자훈 : 한준팬 2 역
- 온시우 : 한준팬 3 역
- 임지형 : 한준팬 4 역
- 송병훈 : 한준팬 5 역
- 함대희 : 한준팬 6 역
- 강민경 : 기자 1 역
- 김성두 : 기자 2 역
- 김진영 : 기자 3 역
- 이찬희